# Viktor Trast
Viktor Kustaa (V. K.) Trast (14. ledna 1878, Petrohrad – 30. ledna 1953, Helsinky) byl finský filolog, pedagog a překladatel slovanských literatur, mimo jiné překládal Otokara Březinu.

## Život
Viktor Kustaa (V. K.) Trast se narodil v Sankt-Petěrburgu (Petrohradu) ve finské rodině ševce dne 14. ledna 1878, v době, kdy Finsko bylo součástí carského Ruska jako autonomní velkoknížectví (1809–1917). Maturoval v roce 1897 a dále studoval, mj. v Moskvě v letech 1902–1904. Získal titul kandidáta filozofie v roce 1902 a licenciáta filozofie roku 1922. Svou disertační doktorskou práci o finském básníkovi Juliu Krohnovi, vydanou i knižně, obhájil v roce 1923. Roku 1912 se oženil s Enny Rosbergovou. Od roku 1926 vyučoval finský jazyk jako jazyk mateřský na dívčí škole v Helsinkách, dříve (1907 – 1926) rovněž jazyk ruský a německý na různých místech a školách ve Finsku (Nurmes/Nurmo, Tornio, Iisalmi). V roce 1913 krátce působil jako odpovědný redaktor v lokálním časopise. Vedle studie o Adamu Mickiewiczovi rovněž ve finštině vydal průvodce po Petrohradu a jeho okolí a finsko-ruskou konverzaci. V. K. Trast zemřel dne 30. ledna 1953 v Helsinkách.

## Dílo
Do finštiny přeložil autory ruské jako:
- Leonid Nikolajevič Andrejev: Jidáš Iškariotský
- Dmitrij Sergejevič Merežkovskij: Leonardo da Vinci
- Lev Nikolajevič Tolstoj: Dva husaři – Dětství, chlapectví, jinošství – Kavkazský zajatec a další povídky
- Fjodor Michajlovič Dostojevskij: Idiot a Bratři Karamazovi
- Michail Osorgin: Tichá ulice

a spisovatele polské jako:
- Adam Mickiewicz: Pan Tadeáš čili poslední nájezd na Litvě a Konrád Wallenrod
- Henryk Sienkiewicz: Potopa – Pan Wołodyjowski

V. K. Trast také zredigoval finskojazyčnou antologii slovanských literatur Slaavilaisten kirjallisuuksien kultainen kirja (Zlatá kniha slovanských literatur; 1936), v níž je zastoupeno i několik českých autorů, mj. Otokar Březina.